# أفق زمني
الأفق الزمني، أو ما يعرف أيضًا ب أفق التخطيط ، هو نقطة زمنية ثابتة في المستقبل يتم فيها تقييم عمليات معينة أو يفترض أن تنتهي. وهي ضرورية في نظام المحاسبة والتمويل وإدارة المخاطر حيث يتم تعيين وقت محدد في الأفق لتقييم البدائل للأداء خلال نفس الفترة الزمنية. في الواقع الأفق الزمني هو استحالة مادية في العالم الحقيقي.
على الرغم من أن آفاق المدى القصير مثل نهاية اليوم ونهاية الأسبوع ونهاية الشهر مهمة في مجال المحاسبة، إلا أنها في النهاية مجرد تلخيص وأبسط علامة على عمليات السوق التي تحدث في هذه الآفاق قصيرة الأجل. لا يتم إجراء تحليل سيناريو أو علامة للأنشطة المستقبلية في مثل هذه الفترات القصيرة، باستثناء المحافظ الكبيرة للغاية.